# Suzanne Curchod
Suzanne Curchod (Crassier, maggio 1739 – Losanna, 6 maggio 1794) è stata la moglie del finanziere e uomo politico Jacques Necker e la madre di Madame de Staël.

## Biografia
Figlia di un pastore del Vaud, ricevette un'educazione protestante solida e completa. Rimasta in strettezze economiche, nel 1764 sposò il finanziere svizzero Jacques Necker, che divenne nel 1777 ministro delle finanze di Luigi XVI. Dalla loro unione nacque la figlia Germaine, la futura e famosa Madame de Staël. 
Il salotto parigino di Suzanne Necker fu l'ultimo dell'Ancien Régime e svolse una funzione molto importante per favorire le ambizioni politiche di Jacques Necker: in esso si discuteva di letteratura, ma anche di politica. Lo frequentarono Jean-François Marmontel, La Harpe, Buffon, Grimm, Mably, l'abate Raynal, Bernardin de Saint-Pierre e i collaboratori dell'Encyclopédie, Diderot e d'Alembert, oltre a Madame Geoffrin, a Madame du Deffand e agli amici svizzeri ai quali i Necker rimasero sempre legati.
Necker considerava disdicevole che una donna coltivasse la letteratura e così Suzanne lasciò pochi scritti: una Mémoire sur l'Etablissement des hospices  nel 1786 e le Réflexions sur le divorce nel 1794. Ella ebbe però cura di dare alla figlia la migliore istruzione della quale Germaine si avvarrà per il suo brillante talento di scrittrice.
Fondò a Parigi, nel 1778, il primo ospedale pediatrico al mondo, che ancora oggi esiste e porta il suo nome.
L'ospedale Necker, affiliato all'Università Paris-Cité, è situato nel pieno centro di Parigi.
Dopo la caduta del ministero del marito, entrambi si ritirarono in Svizzera nel loro castello di Coppet.
Secondo alcuni studiosi tenne una corrispondenza con il giovane Robespierre negli anni precedenti alla rivoluzione francese.